# Emil Nitz
Emil Nitz (* 29. Mai 1888 in Groß-Mantel, Landkreis Königsberg Nm.; † 30. August 1952 in Dresden) war ein deutscher Funktionshäftling im KZ Neuengamme, der nach dem Zweiten Weltkrieg wegen der Misshandlung von KZ-Häftlingen von der DDR-Justiz zum Tode verurteilt und hingerichtet wurde.

## Leben
Während des Zweiten Weltkriegs wurde Nitz als Krimineller in das Konzentrationslager Neuengamme eingewiesen, wo er ab etwa 1941 als Kapo Dienst tat. Nach dem Krieg konnte er zunächst unerkannt entkommen, wurde aber 1949 erkannt und verhaftet. Ein zeitgenössischer Bericht gibt über seine Handlungen als Kapo und die Umstände seiner Verhaftung die folgende Schilderung:
„Endlich, im Jahre 1949, erkannte einer von ihnen [den Überlebenden von Neuengamme] den 63jährigen Kapo in den Räumen des Arbeitsgerichts in der Inselstraße. Die Stunde der Abrechnung war gekommen. Wer diese verkniffene Fratze des Kapos Nitz sah und seine langen Affenarme betrachtete, ahnte, was den armen Menschen geblüht hatte, die ihm auf Leben und Tod ausgeliefert waren. Die SS-Wache des Lagers wusste wohl, warum sie sich ausgerechnet des kriminellen Häftlings Nitz bediente, um den Lagerbestand zu sieben. Nitz wurde im Jahre 1941 zum Aufseher der berüchtigten Kartoffel-Schälküchen ernannt, jener Schälküche, in der die schwerkranken, arbeitsunfähigen Antifaschisten nach dem Willen des SS Kommandos 'krematoriumsreif' gemacht wurden. Hier kamen nur Menschen hinein, deren ausgemergelte, von der Tbc zerfressene Körper und Hunger und Entkräftung keine nützliche Arbeit mehr leisten konnten. Für diese Häftlinge war die Schälküche ein Wartezimmer des Todes zwischen den kranken Menschen ging der Aufseher Nitz umher und zerschlug sie mit Spatenstielen und Mistforken bis zur Unkenntlichkeit.“
Die ostdeutsche Justiz machte Nitz in der Folge vor dem Landgericht Ost-Berlin den Prozess wegen Misshandlung von kranken und arbeitsunfähigen KZ-Insassen in Neuengamme und Bostel (Stalag X-B) sowie der Beteiligung an der Erhängung eines lettischen Gefangenen, der gegen die Bedingungen in Bostel protestiert hatte. Am 10. April 1951 wurde Nitz zum Tode verurteilt und am 30. August 1952 zusammen mit Julius Bergmann in der Zentralen Hinrichtungsstätte der DDR in Dresden von einem Henker der Deutschen Volkspolizei mit dem Fallbeil hingerichtet.